# Марта и Марија и брат им Ликарион
Свети мученици Марта и Марија и брат им Ликарион су хришћански светитељи. Све троје распети су на крст за Христа, па онда избодени и умртвљени копљем.
Српска православна црква слави их 6. фебруара по црквеном, а 19. фебруара по грегоријанском календару.